# Joseph Paulson
Joseph Paulson (?, 1893 – ?) was een Amerikaans componist, muziekpedagoog en dirigent.
Over deze componist is (nog) heel weinig bekend. In de bekende literatuur en de lexica (Suppan, Bierley/Rehrig) wordt hij regelmatig verwisseld met John W. Paulson alhoewel die eerst geboren is, als Joseph Paulson al zijn muziekstudie afgesloten had en verschillende werken heeft gecomponeerd. Hij heeft een uitstekende bewerking van het tweede deel Allegretto van de 5e symfonie, opus 47 van Dmitri Sjostakovitsj voor harmonieorkest gemaakt, die nog altijd gespeeld wordt. 
Als componist schreef Paulson zowel werken voor orkest alsook voor harmonieorkest en kamermuziek.

## Composities

### Werken voor orkest
- 1938 High ridin' , foxtrot voor orkest
- 1939 Concert nr. 1, voor klarinet en orkest
- 1939 Concert nr. 2, voor klarinet en orkest

### Werken voor harmonieorkest
- 1938 Emancipation, symfonisch gedicht
- 1940 Lochinvar Overture
- 1942 Oh Susanna
- 1946 Bartlesville Boogie
- 1950 Treasure of the Incas, ouverture
- 1952 Land of the Sun, ouverture
- 1952 Sun Valley Overture
- 1955 Adventure at Sea, symfonisch gedicht
- 1955 Destiny Overture
- 1957 La Hora, ouverture
- King for a Day
- Monte Christo Overture
- Ode to Harlem
- Opportunity
- Pan Americana
- Pasadena "Romanza Occidental"
- Streamline Limited

### Kamermuziek
- La Cucaracha (Boogie), voor twee altsaxofoons en tenorsaxofoon
- Merry Widow Waltz, voor twee altsaxofoons en tenorsaxofoon

## Publicaties
- samen met Irving Cheyette: Basic Theory-Harmony: A Text and Work Book for the School Musician, Alfred Music Publishing, 1985. 84 p., ISBN 978-0-769-25329-9